# 김영호 (1959년)
김영호(金暎浩, 1959년 8월 1일 ~ )는 대한민국의 학자이다. 제43대 대한민국 통일부 장관을 지냈다.

## 학력
- 진주고등학교 졸업
- ~ 1982 서울대학교 사회과학대학 정치학 학사
- ~ 1991 보스턴 대학교 대학원 국제정치학 석사
- ~ 1996 버지니아 대학교 대학원 국제정치학 박사

## 경력
- 1984 출판사 '녹두' 대표
- 1998.03 ~ 1999.02 세종연구소 상임객원연구위원
- 1999.03 ~ 성신여자대학교 정치외교학과 교수
- 2008.10 ~ 2009.09 국회 외교통상통일위원회 외교통상 및 통일정책자문위원
- 2009.07 ~ 2010.06 민주평화통일자문회의 상임위원
- 2010.01 ~ 2012.01 진실화해를위한과거사정리위원회 자문위원
- 2011.01 ~ 2012.01 대통령실 통일비서관
- 2015.09 ~ 2016.02 일본 게이오대학교 초빙교수
- 2016.04 ~ 2017.08 대한민국역사박물관 Journal of Contemporary Korean Studies 편집위원장
- 2016.06 ~ 2017.05 국방부 정책자문위원회 국제정책분과위 위원
- 2016.08 ~ 2017.08 외교부 정책자문위원
- 2023.03 초대 통일부 통일미래기획위원회 위원장
- 2023.07 ~ 2025.07 제43대 통일부 장관
- 2023.07 ~ 2025.07 2050 탄소중립녹색성장위원회 당연직 위원